# Villers-Semeuse
 Villers-Semeuse  es una población y comuna francesa, en la región de Champaña-Ardenas, departamento de Ardenas, en el distrito de Charleville-Mézières y cantón de Villers-Semeuse.

## Demografía
| 3389 | 3358 | 3193 | 3074 | 3595 | 3521 |
| Para los censos de 1962 a 1999 la población legal corresponde a la población sin duplicidades (Fuente: INSEE [Consultar]) |      |      |      |      |      |